# الأيام الخوالي (مسرحية)
الأيام الخوالي هي مسرحية كتبها هارولد بنتر الحائز على جائزة نوبل في الأدب ، عُرضت لأول مرة من فرقة شكسبير الملكية في مسرح الدويش في الأول من يونيو عام 1971م، أدى دور البطولة كولين بلاكلي ودوروثي توتين وفيفيان ميرشانت وأخرجه بيتر هول، تم تخصيص المسرحية لهول للاحتفال بعيد ميلاده الأربعين.
كما أخرج بيتر هول الليلة الافتتاحية في برودواي الذي اُفتُتح في مسرح بيلي روز في مدينة نيويورك في 16 نوفمبر 1971  وكان من بطولة روبرت شو وروزماري هاريس وماري أوري، بعد ذلك بعام تم العرض الافتتاحي للمسرحية باللغة الالمانية بورغثيتر في فيينا بتمثيل ماكسيميليان شيل وإريكا بلوهار وأنيماري دورينغر.
عاد هول مرة أخرى إلى المسرحية في فبراير 2007  ليخرج إنتاجًا جديدًا مع شركة المسرح الملكى (باث)، صُنفت الأيام الخوالي من صحيفة ذي إندبندنت على أنها من ضمن أعظم 40 مسرحية كتبها بول تايلور وهولي ويليامز من ووصفت بأنها واحدة من «أكثر القطع المؤلمة والمثيرة للقلق» لبينتر.

## تحليل عنوان المسرحية: "الأيام الخوالي"
يحمل عنوان المسرحية "الأيام الخوالي" (Old Times) دلالات عاطفية ونفسية معقدة، تتجاوز الحنين البسيط إلى الماضي، لتدخل في عمق الذاكرة البشرية، والهوية الذاتية، والزمن المتشظي. في أعمال هارولد بنتر، لا يكون الماضي مجرد خلفية للأحداث، بل يصبح حاضرًا كثيفًا، يطفو على السطح ويتصارع مع اللحظة الراهنة.
العبارة "الأيام الخوالي" توحي تلقائيًا بالنوستالجيا، لكنها في المسرحية تتحوّل إلى ساحة نزاع بين الشخصيات حول ما حدث فعلًا، وما تتذكره كل شخصية بطريقتها. هذا التداخل بين الذكرى والتخييل يُنتج نوعًا من الغموض النفسي، حيث تصبح الذاكرة غير موثوقة، ويُطرح سؤال:
هل الماضي الذي نستحضره هو حقيقي أم أننا نعيد اختراعه لنبرر ذواتنا؟
العنوان أيضًا يطرح إشكالية الزمن في المسرح، ويبرز مفهوم "الزمن الداخلي" للشخصيات مقابل الزمن الخارجي للحدث، ما يجعل المسرحية تجربة ذهنية وجدانية أكثر منها حكاية درامية تقليدية.

## الجوائز والتقدير العالمي
تُعد مسرحية "الأيام الخوالي" (Old Times) واحدة من أكثر الأعمال تأثيرًا في مسيرة هارولد بنتر، الكاتب البريطاني الذي حصل على جائزة نوبل في الأدب عام 2005.
وقد أشادت الأكاديمية السويدية بأعماله لكونها "تكشف الهاوية تحت الكلام اليومي وتخترق غرف القمع المغلقة"، وهي خصائص واضحة في "الأيام الخوالي"، حيث الصمت واللا-قول يحملان من التهديد ما لا تحمله الكلمات.
كما صنّفتها صحيفة The Independent ضمن "أعظم 40 مسرحية إنجليزية على الإطلاق"، ووصفتها بأنها "واحدة من أكثر القطع المؤلمة والمثيرة للقلق التي كتبها بنتر"، لما تتضمنه من توتر نفسي عميق واستخدام بارع للغة والسكوت في رسم العلاقات البشرية.

## قائمة الشخصيات
تدور المسرحية حول ثلاثة شخصيات فقط:
ديلي (الزوج)، كيت (زوجته)، وآنا (صديقتها القديمة).
ديلي هو رجل في الأربعينيات من عمره (كولين بلاكلي)
كيت هي امرأة في الأربعينيات من عمرها (دوروثي توتين)
آنا هي امرأة في الأربعينيات من عمرها (فيفيان ميرشانت)
لكن وراء هذا العدد البسيط تختبئ عاصفة من الغموض والصراع الداخلي.
- الصراع ليس خارجيًا بالمعنى التقليدي، بل نفسي وجودي، حيث تتنافس الشخصيات على امتلاك الماضي واحتكار الذكرى.
- تدّعي آنا أنها كانت أقرب إلى كيت من ديلي، بينما يحاول ديلي التشكيك في تلك العلاقة، مما يخلق توترًا غير منطوق.
- كيت، من جهتها، تظل غامضة، صامتة أغلب الوقت، ولا تقدم تفسيرًا واضحًا لعلاقتها بأي منهما، ما يجعلها المحور اللايقيني للعمل.[7][8]

## حبكة القصة
المسرحية مقسمة إلى فصلين ويُفتتح الفصل الأول من المسرحية بالزوجين "كيت" و"ديلي" وهما يدخنان السجائر ويتحدثان عن صديقة "كيت" القديمة "آنا" التي ستأتي لزيارتهما، في حديثها تقول "كيت" إن "آنا" كانت صديقتها الوحيدة على عكس "آنا" التي كان لديها العديد من الأصدقاء، فتسائل "ديلي" لما لم يقابل "آنا" حتى الآن، وأندهش لسماع أن "كيت" و"آنا" كانتا تعيشان معًا منذ 20 عامًا وتذكر “كيت" أيضا إن آنا كانت تسرق ملابسها الداخلية من حين لآخر أثناء فترة عيشهم سويا.
في الفصل الثاني تصل آنا وتبدأ بالتحدث بلا انقطاع عن الذكريات الممتعة التي شاركتها مع كيت في أثناء عيشهما سويًا، بينما اكتفت كيت بالإنصات والحديث بين الفنية والاخرى ثم أخبر ديلي آنا أن لقائه بـ «كيت» لأول مرة كان عند مشاهدتهم لفيلم ما وطلب منها بعد ذلك الذهاب معه لاحتساء القهوة، فدحضت آنا بذكر قصة عن ذاك الوقت التي عادت به إلى المنزل متأخرًا لتجد كيت جالسة بصمت بينما جلس شاب على أريكة المعيشة يبكي، لم تستطع آنا رؤية وجهه آنذاك لأن يداه كانتا تغطي وجهه ولم يقل أي من كيت والرجل الذي كان على الكرسي شيئًا فذهبت آنا إلى الفراش وهي محرجة، بعدها بفترة أوت كيت إلى فراشها واستمر الرجل في النحيب في الظلام لفترة من الوقت قبل النهوض والمشي إلى سرير آنا، حدق بـ «آنا» لفترة من الوقت لكنها تجاهلته ثم ذهب إلى سرير كيت واستلقى على حجرها وغادر بعدها. تؤكد آنا لديلي أنها تجاهلت الرجل لأنه لا علاقة لها به وأنه ما دام لم يحادثها الرجل فإن ما رأته لم يكن حقيقة، لم تؤكد كيت أو تنفي أيًا من قصص آنا وديلي وفي النهاية قررت الذهاب للاستحمام.
بينما كانت كيت تستحم واجه ديلي آنا وأخبرها أنه قد سبق له مقابلتها من قبل عندما كانت ترتدي ملابس سوداء وتجعل مرافقيها يدفعون لها ثمن الشراب وأخبرها أنه كان أحد من هؤلاء الرجال الذين دعُوها لتناول الشراب وبعدها ذهبا إلى حفل خاص في شقة أحد معارفهم قبل عشرين عامًا، جلسا هناك في الغرفة مقابلين بعضهما البعض وظل ديلي يحملق بردائها (تحديدًا بفخذيها) بإمعان، ثم جلست صديقة آنا بجوارها وأخذا يتحدثان سويًا بينما كان ديلي محاط بالرجال مما جعله يفقد أثرهما وعندما وصل إلى الأريكة الذي كانا بها آنا والفتاة لم يكن هناك أحد عليها، تظاهرت آنا بأنه ليس لديها أي فكرة عما يتحدث ديلي عنه أثناء سرده للقصة لكنه أصر أن أنا كانت تحاول التظاهر بإنها كيت في ذلك الوقت محاكية سلوكياتها وابتسامتها الخجولة لكنها لم تكن جيدة في ذلك، يروي ديلي مرة أخرى أن أول لقاء له مع كيت كان في دار سينما عند عرضهم لفيلم "الرجل الغريب"(وهو فيلم عُرض سنة 1947م).
تعود كيت إلى الغرفة برداء الاستحمام ويتنافس كلا من آنا وديلي على جذب انتباهها في حين أن كيت بقيت صامتة لا تتحدث مما آل به المطاف إلى اعتراف آنا بأنها ذات مرة كانت ترتدي ملابس كيت الداخلية في حفلة وقضى رجل ما طوال الحفل وهو يحدق إلى ما تحت ردائها وتواصل لتخبر ديلي أن كيت دائما ما أعارتها ملابسها الداخلية وتطلب منها ارتدائها طوال الوقت، تلتزم كيت الصمت ولكن عندما طُلب منها تأكيد أو نفي قصصهم قالت لآنا فجأة «افتكرتك ميتة»، ثم مضت كيت لتصف كيف ماتت آنا في السرير مغطاة بالتراب وكيف اختفى جسدها عندما وصل الرجل ما وأخبرت الرجل أنه لا أحد ينام في السرير الإضافي فاستلقى فيه معتقدًا أن كيت ستنام معه، عوضًا عن ذلك كادت كيت أن تخنقه بالطين بإناء الزهور الذي كان بجوار النافذة فقاوم ديلي وأقترح أن يتزوجا بدلًا من ذلك.

## تفسيرات المسرحية
أحد تفسيرات المسرحية هو أن الشخصيات الثلاثة كانوا في وقت ما أشخاصًا أحياء حقيقيين؛ حيث التقى ديلي بآنا أولاً ونام معها ثم التقى بـ «كيت» لاحقًا في السينما، يعتقد أن كيت ربما كانت أم لم تكن هي الصديقة التي تحدثت إليها آنا في الحفلة. بدأ ديلي في مواعدة كيت واكتشفت كيت أن آنا كانت تحاول سرقته منها لذلك قتلت آنا، أحزن ديلي مقتل آنا (كان يحدق بشوق في فراشها الفارغ) ثم قتلته كيت أيضًا، بمجرد وفاته تولى عقل كيت بها فباتت تتخيله في مميتا بحبها وأنها قد عاشت العشرين عامًا الماضية في وهم أن آنا وديلي يحباها هي بدلاً من بعضهما البعض.
تفسير آخر هو أن كيت وآنا شخصيتان مختلفتان لنفس الشخص وأن كيت هي الشخصية الأكثر بروزًا وأن ديلي التقى بـ «آنا» أولاً، وكانت الصديقة في الحفلة واحدة من أصدقاء آنا العديدين الذين ذكرتهم كيت في المشهد الأول، ثم قابل ديلي كيت في السينما وبكى ديلي على الكرسي عندما اكتشف مشكلة كيت العقلية، بعدها حدق بحزن في السرير الفارغ قبل أن يعانق كيت، كيت "قتلت" آنا من أجل ديلي وبعد 20 عامًا أخبرته أن آنا ستعود؛ حينذاك بذل ديلي كل ما في وسعه لمنع كيت من السماح لآنا بالدخول إلى حياتها مرة أخرى ونجح أخيرا في نهاية المسرحية عندما تقتل كيت آنا مرة أخرى من خلال تذكر المرة الأولى التي قتلتها فيها.
التفسير الثالث هو أن المسرحية بأكملها تحدث في العقل الباطن لديلي وأن كيت في الواقع ليست زوجة ديلي بل هي تمثيل للأم الباردة وبعيدة المَنال التي يمكن أن يتودد إليها ولكن لا يرضيها أبدًا، تمثل آنا الحرية الجنسية الكاملة ولكنه تمثيل يثير ذعره على الرغم من أن آنا بدت منجذبة إليه في البداية إلا أنه تبين أنه عند لقائهما كانت ترتدي ملابس كيت الداخلية وأنها في الواقع مهتمة بـ «كيت» أكثر من ديلي، تمنح كيت ديلي ابتسامة نادرة واحدة التي ترفض منحها لآنا ثم تشرع في "قتل" آنا وديلي بكلماتها، ديلي الذي أدرك لحظتها أنه بالفعل «الرجل الغريب» تحول إلى صبي صغير ينوح ولكن كيت لا تزل تأبى أن تحتويه.
خلال البروفات من شركة مسرح راونداباوت لإنتاج المسرحية في عام 1984م طلب أنتوني هوبكنز الذي لعب دور البطولة من بينتر شرح نهاية المسرحية. أجاب بينتر: «لا أعرف فقط افعلها.»

## الرمزية واللغة: بين الصمت والسكوت المليء
تُعرف مسرحيات بنتر بلغة مختزلة، مشحونة، وصمتٍ يضج بالمعنى. وفي "الأيام الخوالي"، يستخدم: اللغة كأداة سيطرة وتهديد، حيث تبدو الحوارات عادية لكنها تخفي طبقات من العدوان والعجز والقلق. والصمت يصبح أكثر تعبيرًا من الكلام، كأن الشخصيات تقول أكثر عندما لا تقول شيئًا. وكذلك الرمزية بارزة في العلاقة الثلاثية: فآنا قد تمثل الماضي الضائع، أو الذات الأخرى لكيت، بينما ديلي يمثل السلطة الذكورية المتزعزعة.

## البناء الدرامي والزمن: لا يقين، لا بداية ولا نهاية
لا تعتمد المسرحية على بنية تقليدية (بداية، ذروة، حلّ)، بل تقوم على تكرار وتكثيف اللحظة. الماضي والحاضر يتداخلان باستمرار، دون فواصل واضحة، ما يجعل الجمهور في حالة تشكك دائمة: هل ما نسمعه حدث فعلاً؟ أم هو مجرد بناء نفسي للشخصيات؟ هذه اللادقة الزمنية تعزز من الإحساس بالغربة والضياع.

## أثر المسرحية في المسرح الحديث: من الواقعية إلى العبثية النفسية
تُعد "الأيام الخوالي" من أبرز أعمال مرحلة ما بعد الواقعية في المسرح الإنجليزي. حيث أثّرت في جيل كامل من الكتّاب والمخرجين الذين تأثروا بقدرة بنتر على خلق توتر داخلي بأقل الوسائل الممكنة. والمسرحية جسّدت مثالًا حيًا على مسرح الغموض واللايقين، وأثبتت أن الصراع الدرامي يمكن أن يكون داخليًا، صامتًا، وغير قابل للحسم.

## تاريخ لبعض من المختارات الإنتاجية
بعض الإنتاجات الحديثة
- سنة 1983 في راونداباوت المسرح الأول (مسرح شارع 23) في مدينة نيويورك ببطولة: جين كويغلي في دور آنا وأنتوني هوبكنز في دور ديلي ومارشا ماسون في دور كيت وإخراج كينيث فرانكل.[15]

- سنة 1985 في إحياء مسرح كلويد بواسطة ليندي ديفيز تحديدًا في استوديو إملين ويليامز في مايو، تم نقله إلى مسرح ويندهام في لندن وببطولة: لي لوسون وهارييت والتر وجولي كريستي مع ستارة مسرحية قرميدية قاتمة من الطوب صممها جوليان ماكجوان.
- سنة 1997 لإحياء "المسرح الصغير" لأنجيلو زوكولو في بينغهامتون بنيويورك من ببطولة رايان ويليامز وأنجليك زوكولو مع تصميم جدار ونافذة مفتوحة من قبل ويليام مانوس.
- سنة 2004 في مسرح "دونمار ويرهاوس" في لندن: إخراج روجر ميشيل مع جيريمي نورثام وجينا ماكي وهيلين ماكروري؛ تم تأديته في طاقم تصميم مجرد معكوس من قبل ويليام دادلي.
- سنة 2005 في مسرح "ذا وارف" في سيدني: من إخراج ليندي ديفيز وبطولة إليزابيث ألكسندر في دور كيت وأنجيلا بانش ماكجريجور في دور آنا وويليام زابا في دور ديلي.
- سنة 2007 في جولة في المملكة المتحدة: إخراج بيتر هال وبطولة نيل بيارسون في دور ديلي وجاني دي في دور كيت وسوسانا هاركر في دور آنا.[16]
- سنة 2007 في مسرح نبتون (هاليفاكس) في كندا: إخراج بريان ريتشموند وبطولة روث مادوك جونز ودان ليت ولينور زان.
- سنة 2008 في مسرح "آدامز بول" في جامعة هارفارد: من إخراج وأداء دان بيتشي ورينيه باستيل وجوليا رينو.
- سنة 2008م في كلية الآداب ومسرح العلوم في جامعة نيويورك: إخراج جيليان شيافي وبطولة ألكسندرا كار في دور كيت وزاكاري فيثيان في دور ديلي وألكسندرا بريان في دور آنا.
- سنة 2008 في مسرح مارويك بويد الصغير في جامعة كلاريون بنسلفانيا: من إخراج روبرت بولينجتون وبطولة تايلر كرامر وناتالي دن وكيت كويجلي.
- سنة 2009 في مسرح مركز العلوم الإنسانية في ويتني جامعة ييل: من إخراج توني دورفمان وبطولة هانا كوريجان ومايكل ليبينلوفت وإليزابيث ساتون-ستون.
- سنة 2009 في مسرح باراغون في دنفر في كولورادو: إخراج سوزان فافيت وبطولة كارولين فالنتين وإميلي باتون ديفيز وكيفن هارت.
- سنة 2009 في مسرح أمريكان بلايرز في ويسكونسن: إخراج لورا جوردون وبطولة جوناثان سموتس وتريسي أرنولد وكاري كانون.
- سنة 2010 في جمعية جامعة يورك للدراما من إخراج جوناثان كيريدج فيبس وبطولة سيرينا مانتيغي وسام هينتون وجورجيا بيرد.
- سنة 2010 في مدرسة المسرح بجامعة بوسطن: إخراج كريس جونو وبطولة ماريون لو كوجيك وكات كراولي وروس نوينفيلدت.
- سنة 2011 في فرقة مسرح شكسبير في واشنطن العاصمة: من إخراج مايكل كان وبطولة ستيفن كولب وتريسي لين ميدندورف وهولي تويفورد.
- سنة 2013 في مسرح هارولد بينتر لندن في المملكة المتحدة: إخراج إيان ريكسون وبطولة روفوس سيويل وكريستين سكوت توماس وليا ويليامز.[17]
- سنة 2014 في مسرح بجانب البحيرة في كيسويك في المملكة المتحدة: إخراج ماري باباديما وبطولة ليام سميث في دور ديلي وريبيكا تود في دور كيت وكاتي هايز في دور آنا.

- سنة 2015 في مسرح أمريكان إيرلاينز لدى شركة راونداباوت في مدينة نيويورك: إخراج دوغلاس هودج وبطولة كلايف أوين في أول ظهور له في برودواي بدور ديلي وكيلي رايلي في دور كيت وإيف بيست في دور آنا؛ الموسيقى من تنسيق توم يورك.[18]